# San José Acatempa
San José Acatempa est une ville du Guatemala dans le département de Jutiapa.